# Wolfgang Mieder
Wolfgang Mieder (Nossen, Saxònia, 17 de febrer de 1944) és professor d'alemany i de folklore a la Universitat de Vermont a Burlington (Vermont, USA). És especialista en paremiologia.

## Biografia
Va fer els estudis de batxillerat a Lübeck i emigrà als Estats Units als setze anys; feu estudis universitaris de grau a l'Olivet College, la Universitat de Michigan pel títol de màster i obtingué el grau de doctor a la Michigan State University amb la tesi Das Sprichwort im Werke Jeremias Gotthelfs.
És principialment conegut pels seus estudis sobre paremiologia, l'estudi dels refranys. Sobre aquest tema ha publicat nombrosos estudis i també bibliografies: en la revista Proverbium publica anualment una llista dels estudis de paremiologia de l'any i el 2009 va publicar el llibre International Bibliography of Paremiology and Phraseology, en dos volums.
És editor de la revista Proverbium: Yearbook of International Proverb Scholarship des de 1984 i també edita la col·lecció de volums monogràfics annexos a la revista Supplement Series to Proverbium. La revista havia estat iniciada a Europa per Matti Kuusi.
Les seves publicacions s'han fet tant en anglès com en alemany i consten de més 200 llibres (inclosos els que ha fet com a editor o coautor) i més de 500 articles; també ha estat professor convidat en universitats alemanyes, el seu país d'origen. Ha estat el creador del terme anti-proverbi (angl. anti-proverb, alemany Antisprichwort), que són els refranys que s'usen en el sentit contrari del que tenien originalment o distorsionant-ne una part amb el canvi d'alguns mots amb intenció humorística o paròdica o altres intencions similars (també en la publicitat). També ha fet contribucions en el camp de la paremiografia, la recollida de refranys, incloent-hi els refranys del seu lloc de residència, l'estat de Vermont i Nova Anglaterra en general.
Es van publicar tres miscel·lànies d'homenatge en honor seu amb motiu del seu 60è aniversari i encara unes altres amb motiu dels seus 65 anys i dels 70. És doctor honoris causa per les universitats d'Atenes (2014) i Bucarest (2015); i ha rebut el premi "European Folklore Award" (2012).

## Referències

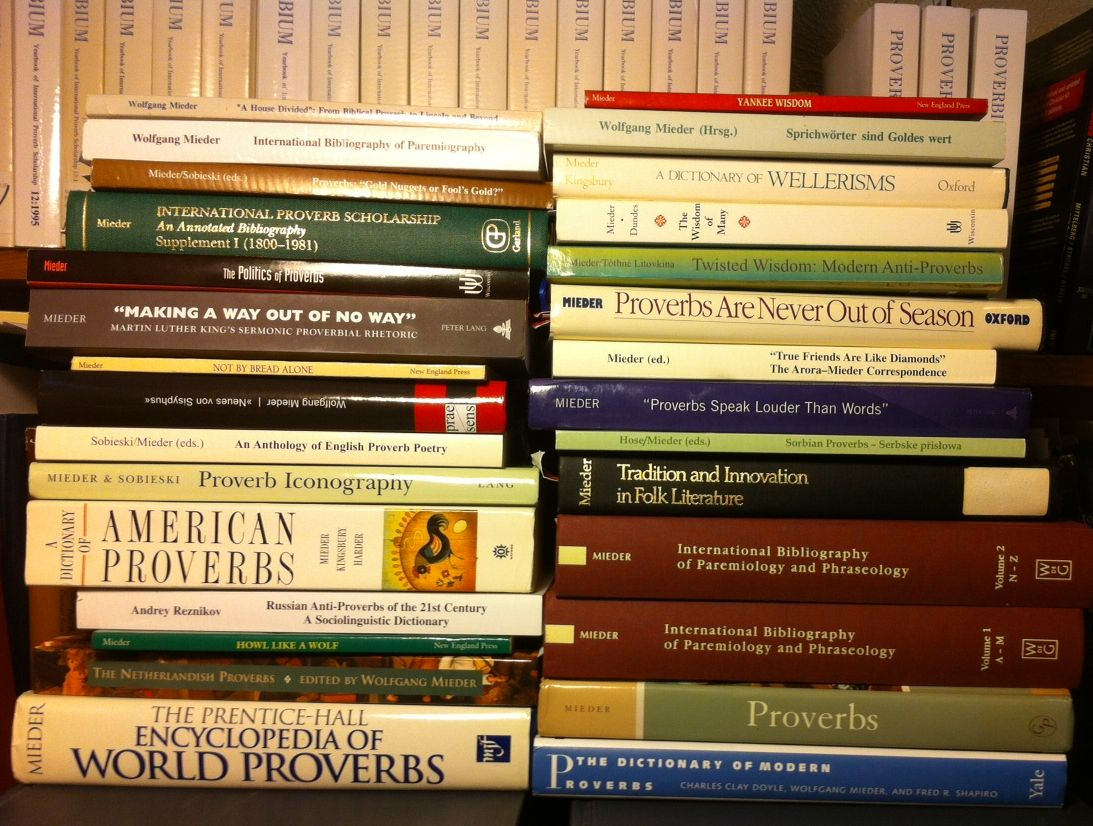
Mostra de llibres publicats per Wolfgang Mieder